# Redlham
Redlham ist eine Gemeinde in Oberösterreich im Bezirk Vöcklabruck  im Hausruckviertel mit 1641 Einwohnern (Stand 1. Jänner 2024). Die Gemeinde liegt im Gerichtsbezirk Vöcklabruck.

## Geografie
Redlham liegt auf 403 Meter Höhe im Hausruckviertel. Im Südosten des Gemeindegebietes fließt die Ager. Die Ausdehnung beträgt von Nord nach Süd 4,7 und von West nach Ost 4 Kilometer.
Die Gemeinde hat eine Fläche von 8,05 Quadratkilometer. Davon sind 62 Prozent landwirtschaftliche Nutzfläche, jeweils 6 Prozent entfallen auf Gärten, Wald und Gewässer.

### Ortsteile der Gemeinde
Das Gemeindegebiet umfasst folgende Ortschaften (in Klammern Einwohnerzahl Stand 1. Jänner 2024):
- Au (198)
- Einwarting (130)
- Erlau (171)
- Fisching (60)
- Gewerbepark Mitte (13)
- Gewerbepark Ost (0)
- Gewerbepark West (14)
- Hainprechting (246)
- Jebing (24)
- Landertsham (73)
- Piesing (39)
- Redlham (350)
- Sonnfeld (39)
- Tuffeltsham (284)

### Nachbargemeinden
|                  | Oberndorf bei Schwanenstadt                 | Schwanenstadt |
| Pühret           | Kompassrose, die auf Nachbargemeinden zeigt | Rüstorf       |
| Attnang-Puchheim |                                             | Desselbrunn   |

## Geschichte
Ursprünglich im Ostteil des Herzogtums Bayern liegend, gehörte der Ort seit dem 12. Jahrhundert zum Herzogtum Österreich. Seit 1490 wird er dem Fürstentum Österreich ob der Enns zugerechnet. Die Gemeinde Redlham scheint urkundlich erstmals um 1300 unter dem Namen Roetelhaim und ca. 1500 als Retlham auf.
Die Ortschaften mit dem „-ing“ im Namen (Hainprechting, Jebing, Piesing, Fisching) deuten darauf hin, dass die Gemeinde bereits zu Zeiten der Landnahme durch die Bajuwaren im 6. und 7. Jahrhundert n. Chr. besiedelt gewesen ist. Die längste Zeit gehörte Redlham zur Grundherrschaft Puchheim.
Das Gemeindegesetz von 1850 erklärte  Redlham als autonome Gemeinde, die jedoch zu einer Verwaltungsgemeinschaft mit Oberndorf und Schlatt zusammengelegt worden ist. Ab 1. September 1850 stand Johann Fellner als erster Bürgermeister der Gemeinde vor. Die Verwaltungsgemeinschaft wurde im Jahr 1931 aufgelöst und seither wird Redlham selbständig verwaltet.
Während der Napoleonischen Kriege war der Ort mehrfach besetzt.
Seit 1918 gehört der Ort zum Bundesland Oberösterreich. Nach dem Anschluss Österreichs an das Deutsche Reich am 13. März 1938 gehörte der Ort zum Gau Oberdonau. Nach 1945 erfolgte die Wiederherstellung Oberösterreichs.
Die Gemeinde war bis Ende 2004 Teil des Gerichtsbezirks Schwanenstadt und wurde per 1. Jänner 2005 Teil des Gerichtsbezirks Vöcklabruck.

### Einwohnerentwicklung
1991 hatte die Gemeinde laut Volkszählung 1230 Einwohner, 2001 dann 1309 Einwohner. Am 31. Oktober 2010 waren es 1437 Einwohner – dies entspricht einer Steigerung von 16,83 %.

## Kultur und Sehenswürdigkeiten
Quer durch das Gemeindegebiet führen der Römerradweg R6 und der Jakobsweg.
Für alle Sportbegeisterten ist in der Ortschaft Redlham neben den Tennisplätzen und dem Beachvolleyballplatz auch eine Stocksportanlage vorhanden. Wenn es im Winter die Schneelage zulässt, wird für Langläufer eine Loipe gespurt.

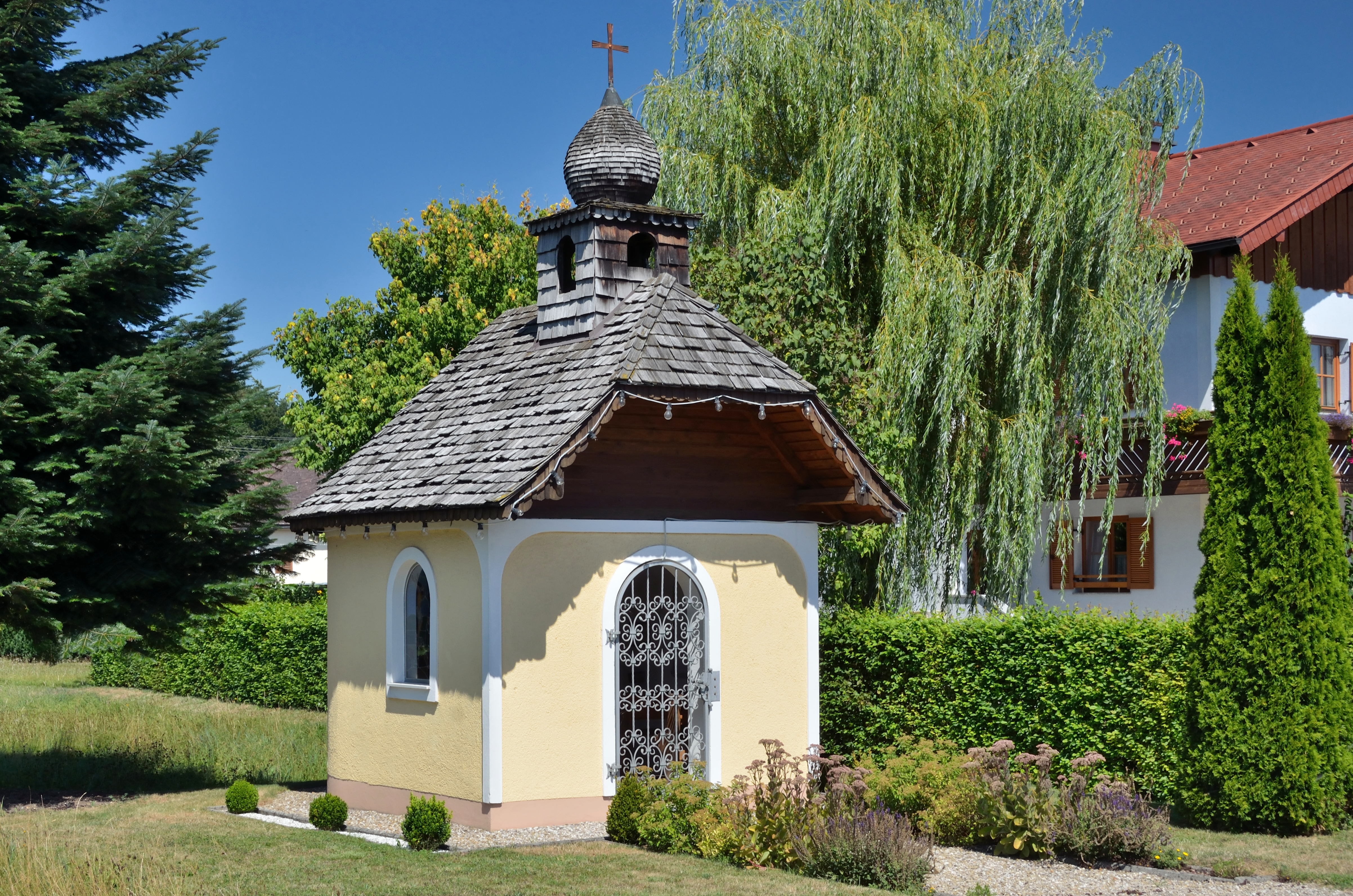
Hofkapelle in Tuffeltsham

Als kulturell interessant gelten neben der Pestsäule in der Ortschaft Redlham einige kleine Kapellen in den verschiedenen Ortschaften. Weiters wird der Troadkasten in der Ortschaft Tuffeltsham zum gemütlichen Zusammenkommen von der Bevölkerung genutzt.

## Wirtschaft

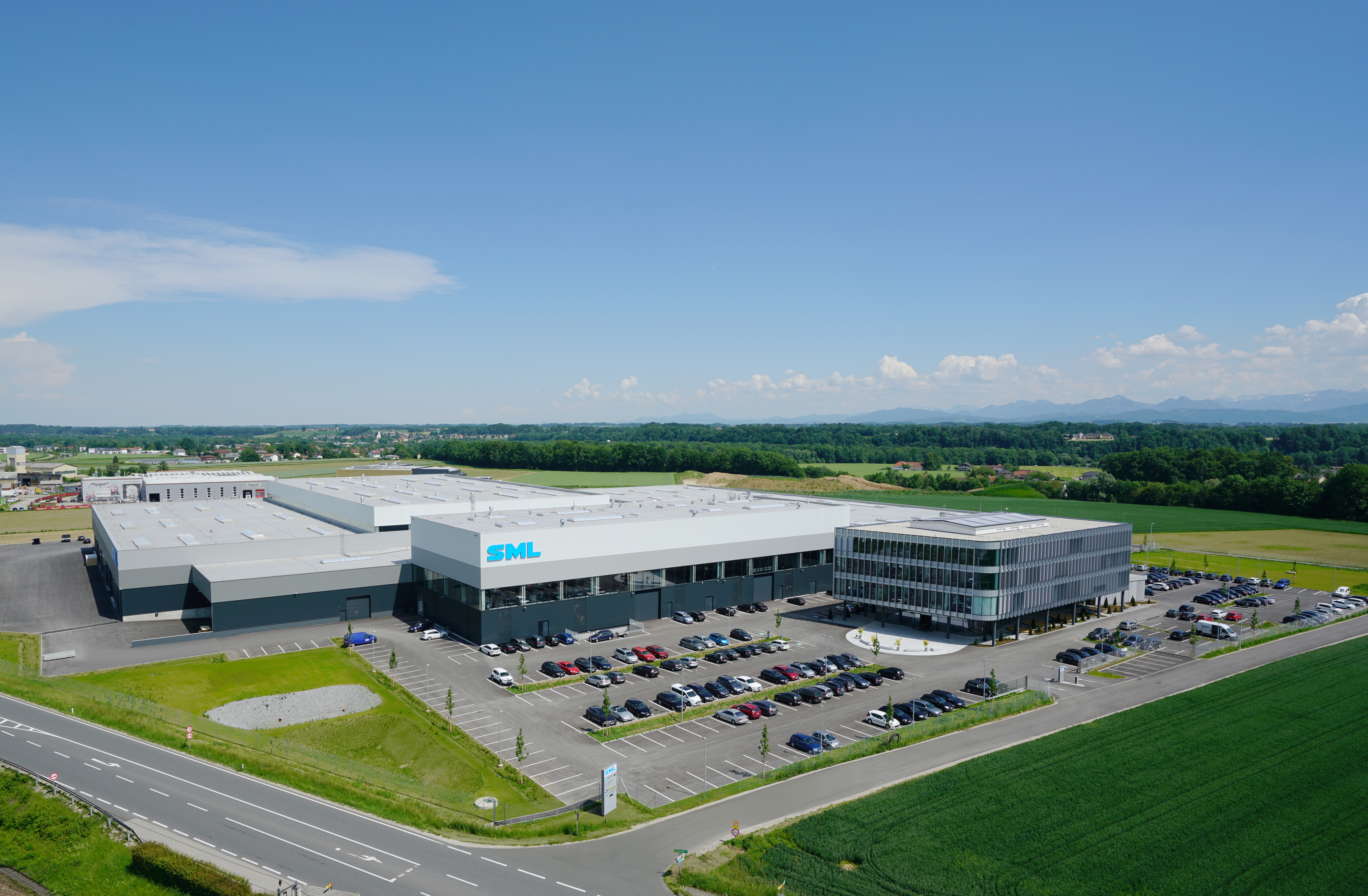
Der Firmensitz der SML Maschinengesellschaft in Redlham

Redlham ist Firmensitz der SML Maschinengesellschaft. Weitere große Betriebe sind die Firmen AVE Österreich GmbH, Tropper Maschinen und Anlagen GmbH und Domo-Sanifer Koller & Reisinger Produktion-Handel GmbH. Dazu kommen über 30 Klein- und Mittelbetriebe, die in der Gemeinde angesiedelt sind.

## Politik
Der Gemeinderat hat 19 Mitglieder.
- Mit den Gemeinderats- und Bürgermeisterwahlen in Oberösterreich 1997 hatte der Gemeinderat folgende Verteilung: 11 ÖVP, 5 SPÖ und 3 FPÖ.
- Mit den Gemeinderats- und Bürgermeisterwahlen in Oberösterreich 2003 hatte der Gemeinderat folgende Verteilung: 13 ÖVP, 5 SPÖ und 1 FPÖ.
- Mit den Gemeinderats- und Bürgermeisterwahlen in Oberösterreich 2009 hatte der Gemeinderat folgende Verteilung: 14 ÖVP, 4 SPÖ und 1 FPÖ.
- Mit den Gemeinderats- und Bürgermeisterwahlen in Oberösterreich 2015 hatte der Gemeinderat folgende Verteilung: 12 ÖVP, 5 SPÖ und 2 FPÖ.
- Mit den Gemeinderats- und Bürgermeisterwahlen in Oberösterreich 2021 hat der Gemeinderat folgende Verteilung: 10 ÖVP, 6 SPÖ und 3 FPÖ.[3]

### Bürgermeister
Bürgermeister seit 1850 waren:
- 1850–1858 Johann Fellner
- 1858–1861 Franz Hermetsberger
- 1861–1864 Franz Hummer
- 1864–1867 Mathias Zöbl
- 1867–1870 Carl Baldinger
- 1870–1873 Johann Gruber
- 1873–1876 Josef Haidinger
- 1876–1879 Johann Kalmstorfer
- 1879–1882 Ferdinand Haslinger
- 1882–1885 Johann Pabst
- 1885–1894 Franz Humer
- 1894–1897 Franz Imlinger
- 1897–1900 Johann Dallinger
- 1900–1903 Franz Niedermair
- 1903–1906 Franz Eder
- 1906–1909 Karl Imlinger
- 1909–1912 Johann Vogl
- 1912–1919 Mathias Fischthaler
- 1919–1921 Franz Spitaler
- 1921–1924 Josef Obermaier
- 1924–1929 Johann Racher
- 1929–1929 Alois Mair
- 1929–1935 Alois Schmid
- 1935–1945 Alfons Leeb
- 1945–1947 Engelbert Baldinger
- 1947–1955 Rudolf Stix
- 1955–1959 Alois Jedinger
- 1959–1970 Engelbert Harreiter
- 1970–1990 Karl Schoissengeyer
- 1990–2003 Franz Mair
- 2003–2020 Johann Forstinger (ÖVP)
- seit 2020 Wolfgang Kaiß (ÖVP)[5]

### Wappen
Blasonierung: Geteilt durch einen Schräglinksbalken, der oben wellenförmig und unten gerade begrenzt und von Blau und Silber wellenförmig geschrägt ist; oben in Gold eine blaue Kornblume, unten in Rot ein silbernes, gestürztes Schaufelblatt. Die Gemeindefarben sind Rot-Gelb.
Das Wappen wurde am 21. Jänner 1985 durch die oö. Landesregierung verliehen. Der blaue Bach, der das Wappen diagonal teilt, nimmt Bezug auf den Redlbach, dessen Name auch den Gemeindenamen mitbildet. Der weiße Schrägteil deutet darauf hin, dass die Wiener Bundesstraße (B1) und die parallel zu ihr verlaufende Westbahnstrecke der ÖBB die Gemeindefläche teilt. Die Kornblumenblüte symbolisiert die im Gemeindegebiet vorhandene Landwirtschaft. Das silberne Schaufelblatt bezieht sich auf Gewerbe und Industrie, besonders auf die reichen Schottervorkommen.